# Cerodontha affinis
Cerodontha affinis este o specie de muște din genul Cerodontha, familia Agromyzidae. A fost descrisă pentru prima dată de Fallen în anul 1823. Conform Catalogue of Life specia Cerodontha affinis nu are subspecii cunoscute.